# Harriet Serr
Harriet Serr (* 1927 in New York City; † 30. April 1989 in Caracas, Venezuela) war eine US-amerikanische Pianistin und Musikpädagogin.

## Leben
Serr debütierte als Pianistin neunjährig in der New Yorker Master Institute Hall mit Werken von Händel, Scarlatti, Haydn, Mozart und Beethoven und einer eigenen Komposition. Sie wurde Schülerin von Isabelle Vengerova am Curtis Institute of Music in Philadelphia, wo sie 1951 den Titel eines Bachelor of Music erwarb.
Sie erhielt in der Folgezeit zahlreiche Preise, darunter zunächst den Preis für Studenten, später den für Künstler der Pennsylvania Federation of Music Clubs, den Preis der Philadelphia Musical Society, den Preis für junge Musiker des Philadelphia Symphony Orchestra und den Spezialpreis für Pianisten beim Steinway-Wettbewerb. Sie trat in Nord- und Südamerika mit Sinfonieorchestern unter Dirigenten wie Eugene Ormandy, Mishel Piastro, Frieder Weiszman, Joseph Barone, Mario Dicecco, Ángel Sauce, Antonio Lauro, Primo Casale, Gonzalo Castellanos, Jacques Singer, Václav Smetáček, Hans Priem-Bergrath, Victor Tevah, Eduardo Rhan, Jorge Mester, Stanisław Wisłocki und Eduardo Marturet auf.
Unter ihren internationalen Auftritten sind besonders ihre Reisen nach Neuseeland zu nennen, wo sie mit dem New Zealand Symphony Orchestra auftrat, Rundfunkaufnahmen einspielte und Klavierkurse gab.
Neben ihrer Tätigkeit als Konzertpianistin widmete sich Serr intensiv der Lehrtätigkeit. Sie arbeitete als Assistentin von Isabelle Vengerova und war von 1953 bis 1955 Klavierprofessorin am Douglas College der Rutgers University in New Brunswick. 1955 wurde sie vom venezolanischen Erziehungsministerium mit der Durchführung von Spezialkursen für Klavier in Caracas betraut. Für ihre Verdienste um die Entwicklung der Klaviermusik wurde sie von der venezolanischen Regierung mit dem Orden Andrés Bello ausgezeichnet. Nach ihrem Tod wurde ein venezolanischer Klavierwettbewerb, der Concurso Nacional de Piano Harriet Serr, nach ihr benannt.
Zu Serrs Schülern zählten u. a. Ramón Humet, Monique Duphil, Victor Hugo Alvarez, Arnaldo Pizzolante, Carlos Urbaneja Silva, Antonio Bujanda und Karine Gil.